# Caro Emerald
Caro Emerald, pseudonimo di Caroline Esmeralda van der Leeuw (Amsterdam, 26 aprile 1981), è una cantante olandese di jazz.
Dal 2022 ha assunto lo pseudonimo di The Jordan.
Ha debuttato discograficamente nel giugno 2009 con il singolo Back It Up, seguito dall'album Deleted Scenes from the Cutting Room Floor e anticipato dal singolo A Night like This, entrambi arrivati al primo posto delle rispettive classifiche di vendita olandesi. In particolare l'album ha mantenuto tale posizione per svariati mesi seppur scendendo al secondo posto per due settimane.

## Biografia
Dopo aver studiato al conservatorio e successivamente lavorato come insegnante di canto, ha esordito sulla scena musicale olandese nel giugno 2009 con il singolo Back It Up, scritto e prodotto da David Schreurs e Jan van Wieringen della Grandmono Records, l'etichetta discografica con cui ha firmato un contratto insieme al compositore Vincent Degiorgio.
Il brano riscuote un buon successo nei Paesi Bassi raggiungendo la tredicesima posizione della classifica dei singoli e permette alla cantante di farsi conoscere anche in Belgio, dove il singolo ha raggiunto la ventesima posizione. Nonostante il brano non fosse risultato tra i dieci più comprati, ha comunque goduto di un notevole seguito grazie anche ad alcuni remix, tra cui uno eseguito da Kraak & Smaak insieme a Madcon, che hanno permesso al singolo di rimanere in classifica per ben sei mesi, da luglio a dicembre. Proprio nel mese di dicembre è stato pubblicato il suo secondo singolo, intitolato A Night like This, che ottiene un successo ancor maggiore raggiungendo la vetta della classifica olandese e rimanendovi per svariati mesi.
Il singolo ha anticipato la pubblicazione del disco di debutto della cantante, intitolato Deleted Scenes from the Cutting Room Floor, uscito a fine gennaio 2010 sempre per la Grandmono Records, che anche grazie al successo dei primi due singoli ha debuttato alla vetta della classifica olandese, rimanendovi per diversi mesi (32 settimane) e abbandonando questa posizione solamente per due settimane, battendo il record di Michael Jackson con l'album Thriller. Nel maggio del 2010 è stato pubblicato That Man, un terzo singolo, che tuttavia ha avuto poco successo nella classifica olandese, nonostante il successo del disco.
A partire dal mese di giugno dello stesso anno il disco è stato pubblicato anche fuori dai confini olandesi dalla Columbia e da altri partner come Universal Music e Time Records, promosso come primo singolo dal suo primo successo discografico, Back It Up. Nei mesi successivi ha ottenuto particolare successo la pubblicazione internazionale di A Night like This. Il 19 novembre 2010 nei Paesi Bassi e il 1º febbraio 2011 in Europa viene pubblicato un quarto singolo, Stuck. Il 3 giugno 2011 viene pubblicato il singolo Riviera Life in duetto con Giuliano Palma, estratto dalla ristampa (cd+DVD) del disco Deleted Scenes from the Cutting Room Floor, in uscita il 28 giugno 2011, nonché quinto singolo dell'album. La ristampa dell'album di debutto contiene tre brani dal vivo (Back It Up, A Night like This e The Lipstick on His Collar) registrati live presso il The Place di Roma, in occasione del primo concerto di Caro Emerald in Italia andato in scena il 25 settembre 2010.
Il 9 aprile 2013 la Grandmono ha distribuito l'album di debutto della cantante negli Stati Uniti. Nell'autunno successivo si sarebbe dovuta imbarcare nel The Shocking Miss Emerald Tour nei teatri europei, ma le date sono state tutte posticipate all'anno successivo a causa di una gravidanza. Sebbene non abbia promosso nessun album, la cantante ha continuato ad esibirsi in giro per il mondo per tutto il 2014. Finite le date, ne annuncia altre, esclusivamente in Europa, a novembre 2015.
Il 24 aprile 2015 ha pubblicato il singolo Quicksand, annunciando l'uscita del terzo album, successivamente mai edito. Nel 2017 pubblica l'EP Emerald Island, a cui segue l'album dal vivo Live from Emerald Island.
Nel 2022, dopo alcuni anni di inattività, l'artista torna in scena con lo pseudonimo di The Jordan, riuscendo a ottenere attenzione mediatica grazie ai singoli You Don't Even Know Me e Naked in the Sun e ritornando ad eseguire delle esibizioni dal vivo. Nel febbraio 2023 pubblica il suo terzo album in studio Nowhere Near the Sky.

## Vita privata
Caro Emerald ha una figlia nata il 19 marzo 2014.

## Discografia

### Album in studio
- 2010 – Deleted Scenes from the Cutting Room Floor
- 2013 – The Shocking Miss Emerald
- 2023 – Nowhere Near the Sky (come The Jordan)

### Album dal vivo
- 2011 – Caro Emerald Live at the Heineken Music Hall
- 2014 – Live from London
- 2015 – Live in Glasgow
- 2015 – Live in London 16-12-2015
- 2017 – Live from Emerald Island

### EP
- 2017 – Emerald Island

### Singoli

#### Come Caro Emerald
- 2009 – Back It Up
- 2009 – A Night like This
- 2010 – That Man
- 2011 – Dr Wanna do
- 2011 – Stuck
- 2011 – (Vivere) Riviera Life (featuring Giuliano Palma)
- 2013 – Tangled Up
- 2013 – Liquid Lunch
- 2013 – Completely
- 2013 – One Day
- 2013 – I Belong to You
- 2015 – Quicksand
- 2020 – Wake Up Romeo

#### Come The Jordan
- 2022 – You Don't Even Know Me
- 2022 – Naked in the Sun
- 2022 – The Room
- 2022 – The Damn Day
- 2022 – I'm Not Sorry
- 2023 – Temptation

## Riconoscimenti
- 2010: 3FM Serious Talent Award
- 2010: Schaal van Rigter
- 2010: De Eerste Prijs
- 2010: Edison Best female singer
- 2010: MTV EMA Award for best Dutch and Belgian Act.
- 2011: European Border Breakers Award 2011
- 2011: 3FM Mega Award 2010
- 2011: Popprijs 2010
- 2011: Zilveren Harp 2010
- 2011: Het Beste Nederlandse lied 2010 (Best song of the year 2010)
- 2011: 3FM Awards: Best Album and Best Female Singer
- 2011: Sena award - A Night Like This meest gedraaide nummer in de horeca in 2010
- 2011: TMF Award for best female
- 2012: Goldene Kamera 2012 Best Music International
- 2012, Echo (music award) Award Best International Newcomer
- 2012, Swiss Music award, Award Best International Revelation
- 2012, Gouden Notekraker 2012
- 2012, Radio 6 Awards, Best Jazz Artist
- 2013, Radio Regenbogen Awards, Best International Newcomer[13]